# Wilhelm Lobkowitz
Wilhelm Lobkowitz (ur. w 1893, zm. 5 lutego 1937 pod Moskwą) – oficer cesarskiej i królewskiej Armii, kapitan Ukraińskiej Armii Halickiej.

## Życiorys
Na stopień porucznika został mianowany ze starszeństwem z 1 maja 1915 w korpusie oficerów piechoty. Jego oddziałem macierzystym był Pułk Piechoty Nr 9.
W czasie wojny polsko-ukraińskiej szef sztabu oddziału operacyjnego Komendy Głównej UHA, następnie szef sztabu III Korpusu UHA, następnie szef sztabu III Brygady Halickiej Czerwonej Ukraińskiej Armii Halickiej.
W 1920 internowany w obozie w Tucholi, po zwolnieniu wyjechał do Czechosłowacji, a w 1921 wyjechał do ZSRR. W 1937 aresztowany, i rozstrzelany na poligonie strzeleckim NKWD w Butowie.

## Ordery i odznaczenia
W czasie służby w c. i k. Armii otrzymał:
- Order Korony Żelaznej 3. klasy z dekoracją wojenną i mieczami,
- Krzyż Zasługi Wojskowej 3 klasy z dekoracją wojenną i mieczami,
- Signum Laudis Srebrny Medal Zasługi Wojskowej z mieczami na wstążce Krzyża Zasługi Wojskowej – dwukrotnie,
- Signum Laudis Brązowy Medal Zasługi Wojskowej z mieczami na wstążce Krzyża Zasługi Wojskowej,
- Krzyż Wojskowy Karola[2].